# Киев (баскетбольный клуб)
БК «Киев» — украинский баскетбольный клуб из города Киева, основанный в 1999 году Александром Волковым и Дмитрием Буряком. Один из ведущих клубов Украины начала 2000-x годов.

## История
Клуб был основан в 1999 году. БК Киев выиграл украинскую суперлигу в 2000 и 2005, также доходил до финала кубка вызова ФИБА 2005. На протяжении многих лет проходило дерби с баскетбольным клубом Будивельник. В 2015 году клуб был расформирован.

## Статистика
| Сезоны  | Местные турниры | Местные турниры | Местные турниры | Кубок Украины | Евротурниры | Евротурниры            | Евротурниры |
| Сезоны  | Дивизион        | Лига            | Позиция         | Кубок Украины | Сезон       | Лига                   | Итог        |
| ------- | --------------- | --------------- | --------------- | ------------- | ----------- | ---------------------- | ----------- |
| 2008–09 | 1               | Cуперлига       | 4-е             | 2-е место     | 3           | Кубок вызова 2008/2009 | ЧФ          |
| 2009–10 | 1               | Cуперлига       | 4-е             | 2-е место     | 3           | Кубок вызова 2009/2010 | РС          |
| 2010–11 | 1               | Cуперлига       | 13-е            |               | 3           | Кубок вызова 2010/2011 | КР          |
| 2011–12 | 1               | Cуперлига       | 9-е             |               |             |                        |             |
| 2012–13 | 1               | Cуперлига       | 14-е            |               |             |                        |             |
| 2013–14 | 1               | Cуперлига       | 8-е             |               | 3           | Кубок вызова 2013/2014 | РС          |
| 2014–15 | 1               | Cуперлига       | 4-е             | Полуфиналист  |             |                        |             |

## Достижения
- Чемпион Украины: 2000, 2005
- Серебряный призёр чемпионата Украины: 2001, 2002, 2004, 2006, 2007, 2008
- Бронзовый призёр чемпионата Украины: 2003
- Кубок Украины: 2007
- Серебряный призёр Кубок Украины: 2006, 2008, 2010
- Серебряный призёр FIBA EuroCup: 2005
- Бронзовый призёр FIBA EuroCup: 2006

## Знаменитые игроки
- Григорий Хижняк
- Станислав Медведенко
- Алексей Печеров
- Николай Хряпа
- Артур Дроздов
- Максим Пустозвонов
- Дмитрий Забирченко
- Александр Волков (Игрок, сооснователь клуба)
- Манучар Маркоишвили
- Ратко Варда
- Римас Куртинайтис